# Palazzo d'Aste Sterbini

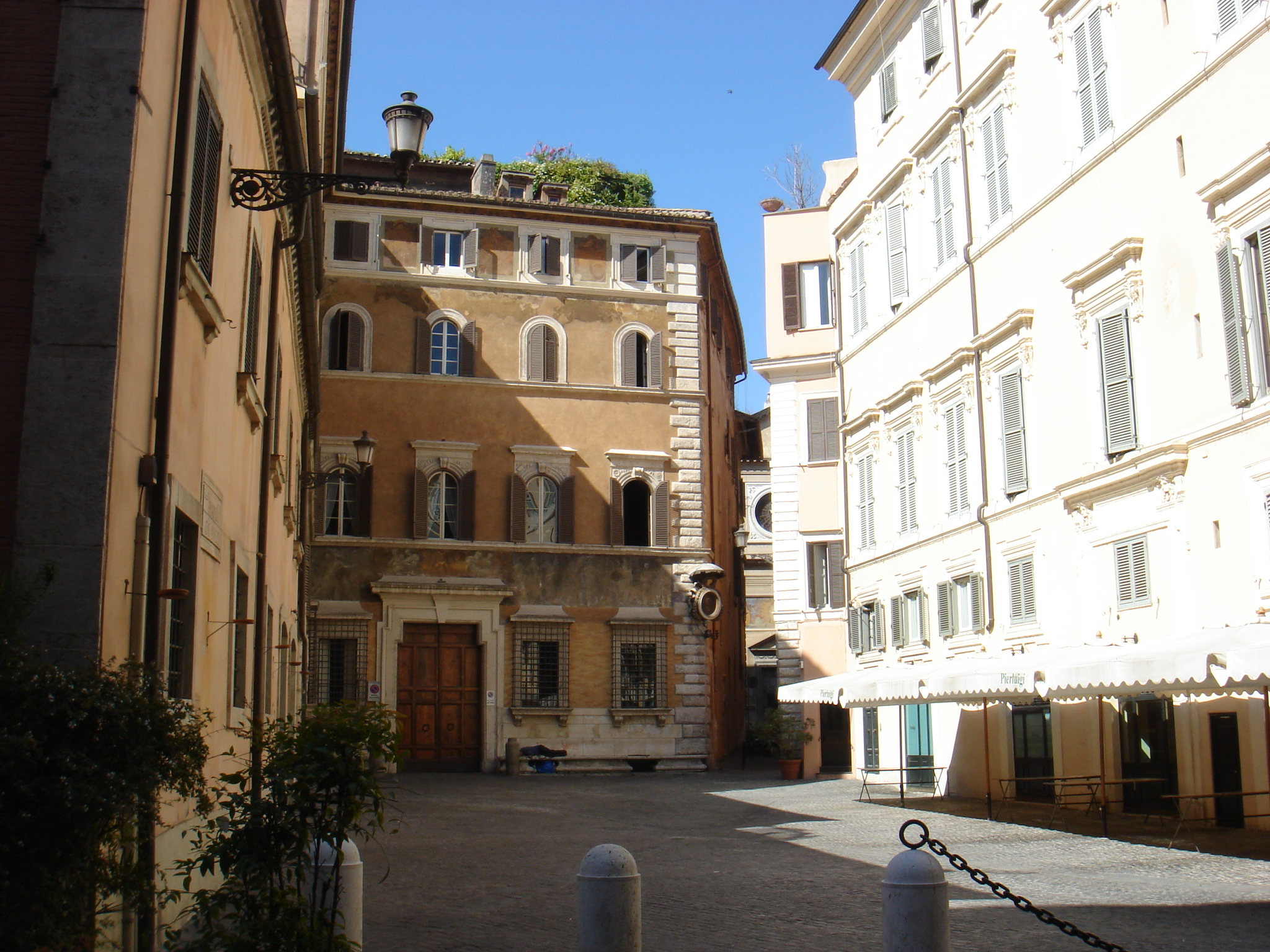
Vista da Piazza de' Ricci. O palácio à direita é o Palazzo d'Aste Sterbini. À esquerda, o Palazzo Ricci.

Palazzo d'Aste Sterbini, conhecido também apenas como Palazzo d'Aste, é um palácio maneirista localizado na esquina da Via di Monserrato com a Piazza de' Ricci, no rione Regola de Roma.

## História
O palácio foi construído no final do século XVII, provavelmente por Giovanni Antonio De Rossi, da nobre família D'Aste de Albenga, atestado em Roma em 1590. Ele foi banqueiro da Cúria, tornou-se imensamente rico e casou-se com Clarice Margani, através da qual recebeu por herança dois palacetes situados na Piazza Venezia que foram mais tarde demolidos por seus sobrinhos, Giuseppe e Benedetto, que determinaram a construção, entre 1657 e 1677, de um palácio que depois se tornou propriedade da família Bonaparte.

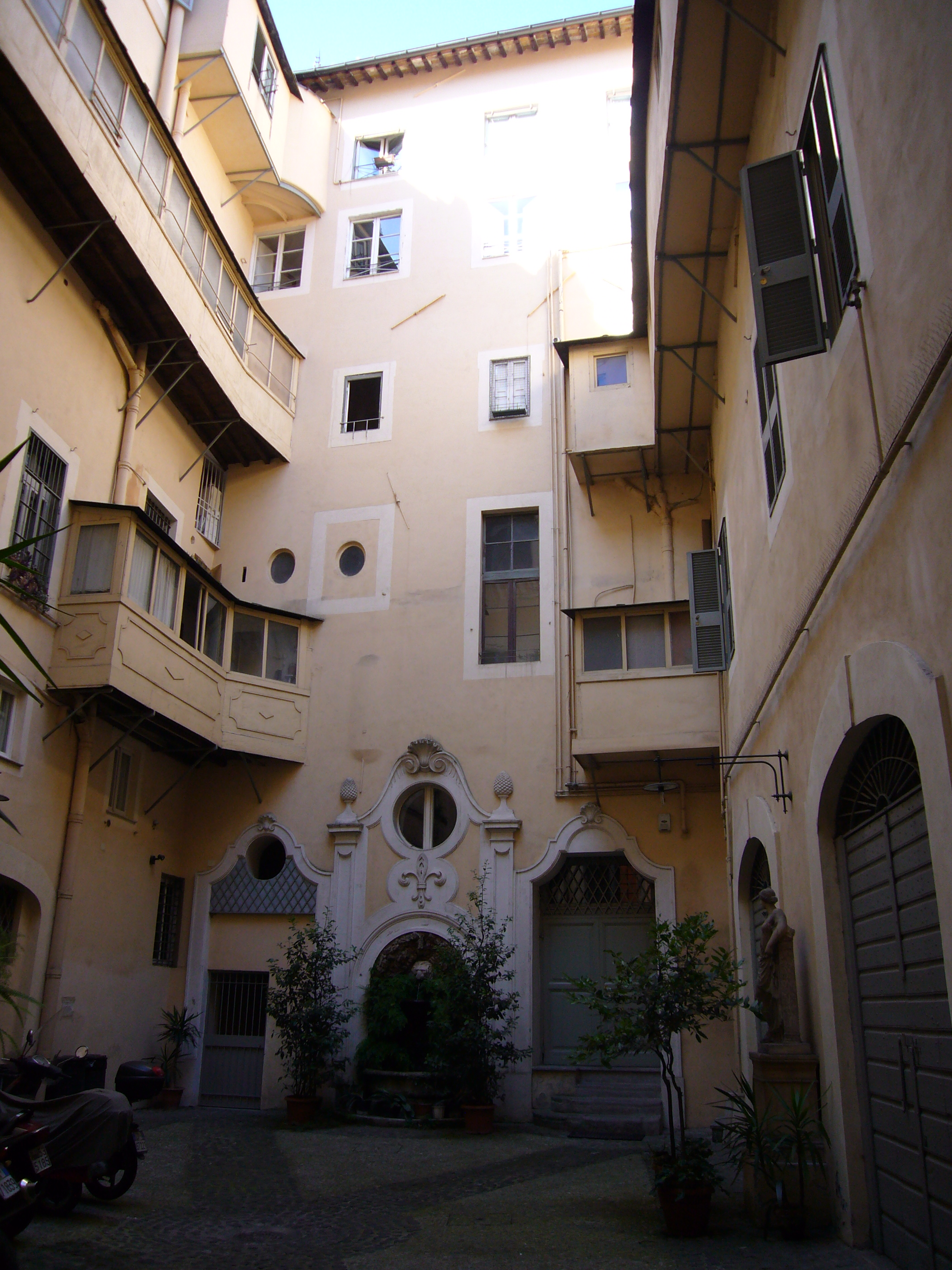
Vista do pátio interior com a fonte no fundo

A família D'Aste se extinguiu no final do século XVIII e, por isso, o edifício foi vendido primeiro aos Pericoli e depois aos Sterbini. Atualmente o imóvel está subdividido em diversas unidades imobiliárias independentes utilizadas como apartamentos.

## Descrição
No piso térreo da fachada principal, na Via di Monserrato, estão quatro aberturas em arco rebaixado para lojas e um portal com batentes e arquitrave decorado com prótromos leoninos. No primeiro e no segundo piso se nota uma abundante decoração em estuque com janelas emolduradas; nos dois mezzaninos estão pequenas janelas com cornijas. Completando o edifício, um rico beiral e uma cantoneira em lesenas.
Além disto, o edifício também apresenta uma bela fachada na Piazza dei Ricci, maior que a principal e na qual se abre um alto portal, arquitravado e decorado como o da outra fachada, depois emparedado e no qual foram abertas uma janela com uma loja abaixo.
No pátio interno, no muro oposto à entrada, está uma fonte enquadrada entre duas lesenas laterais e encimada por uma moldura em arco, decorada na parte superior por uma flor-de-lis e uma janela circular, partes integrantes de uma fachada decorativa que inclui ainda duas volutas laterais simetricamente ligadas no alto por uma concha central. O tanque da fonte, de forma semicircular, é suplantada por uma outra muito menor presa na parede de fundo feita de rochas de pedra vulcânica. A água escorre da boca de um leão.